# Hanna Kosonen

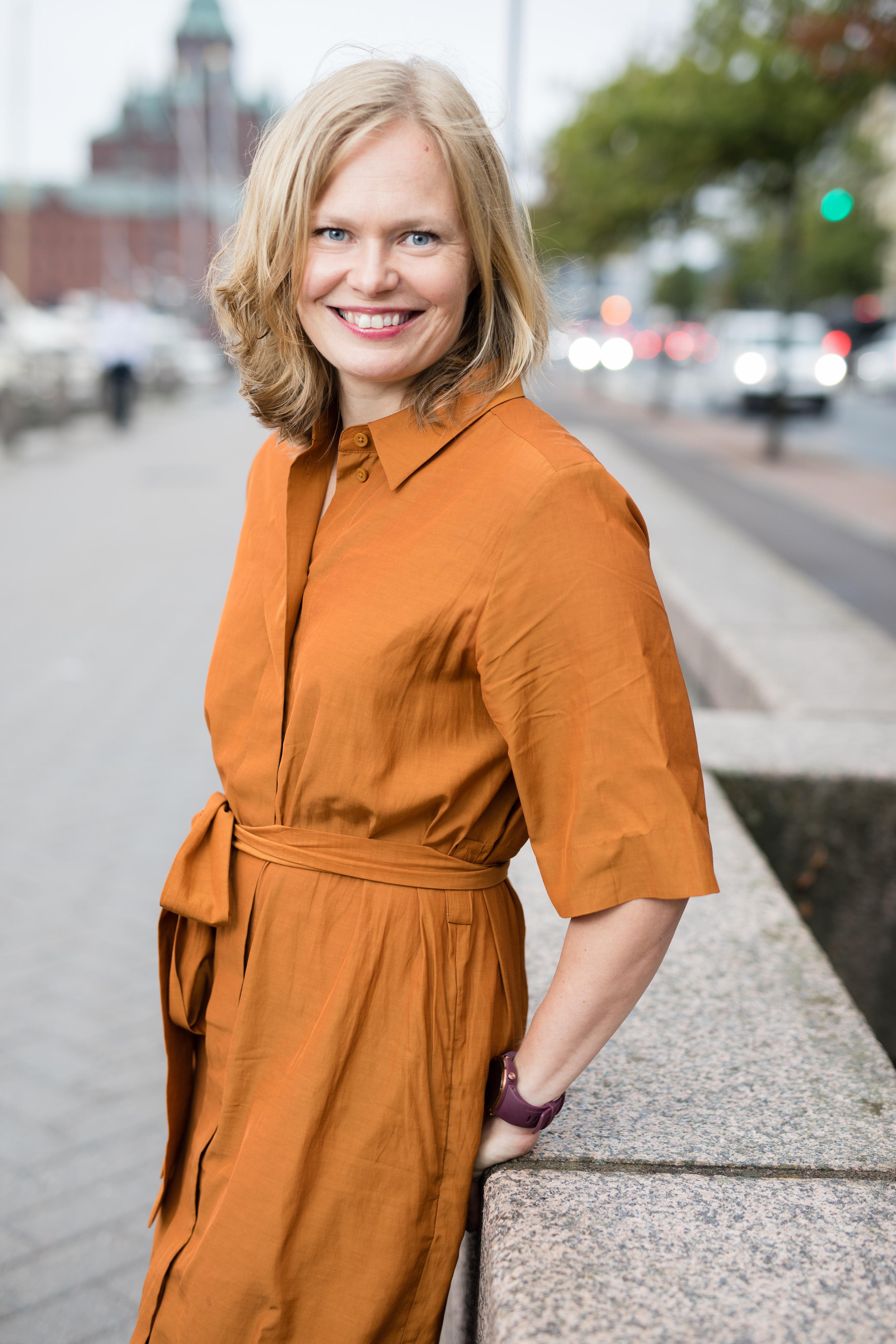
Hanna Kosonen (2019)

Hanna Kosonen (* 27. Februar 1976 in Savonlinna) ist eine finnische Politikerin sowie ehemalige Wintersportlerin und Weltmeisterin. Sie ist Mitglied der Finnischen Zentrumspartei (KESK) und war ab dem 9. August 2019 für ein knappes Jahr Wissenschafts- und Kulturministerin der Republik Finnland.

## Sport
Bei den Weltmeisterschaften im Ski-Orientierungslauf wurde Kosonen 2000 in Krasnojarsk Weltmeisterin mit der Mannschaft und Dritte im Einzel. Vier Jahre zuvor errang sie in Banská Bystrica und Donovaly zwei Junioren-Weltmeistertitel und eine Bronzemedaille.

## Politik
Kosonen wurde 2015 und 2019 für die Zentrumspartei im Wahlkreis Südostfinnland in das finnische Parlament gewählt und wurde Mitglied des Ausschusses für Bildung und Kultur. Zwei Jahre später wurde sie auch Mitglied des Stadtrats ihrer Heimatstadt Savonlinna. 2019 wurde sie für die Amtszeit 2019–2023 wieder ins Parlament gewählt. Am 9. August 2019 wurde Kosonen zum Minister für Kultur und Wissenschaft im Kabinett von Antti Rinne ernannt. Sie ersetzte Annika Saarikko, die in Mutterschaftsurlaub ging. Saarikko übernahm ihren Posten im August 2020 wieder.

## Persönliches
Kosonen ist Mutter von zwei Kindern und seit 2017 geschieden.